# Macleaya
Macleaya é um género botânico pertencente à família Papaveraceae. Também conhecida como Papoulas.

## Espécies
- Macleaya cordata
- Macleaya microcarpa

1. ↑  «Macleaya — World Flora Online». www.worldfloraonline.org. Consultado em 19 de agosto de 2020